# کوبه (شهر)
کوبه (به ژاپنی: 神戸市)  ششمین شهر بزرگ ژاپن و مرکز استان هیوگو است. همچنین برجسته‌ترین شهر بندری ژاپن با جمعیت تقریباً یک میلیون و پانصد هزار نفر است. این شهر در ناحیه کانسای واقع شده و قسمتی از منطقه کیهانشین می‌باشد.
کُوبِه یکی از اولین شهرهایی بود که برای تجارت با دنیای غرب احداث شد و تا به حال به عنوان شهر درگاهی بین‌المللی شناخته شده است. با این حال که در سال ۱۹۹۵ زلزله بزرگ هانشین این شهر را لرزاند، به عنوان چهارمین درگاه کانتینر ژاپن باقی‌ماند. در این شهر شعبه مرکزی شرکت‌هایی مانند کُوبِه استیل، صنایع سنگین کاواساکی و اسیکس، بعلاوه بیش از صد واحد بین‌المللی با شعبه اصلی ژاپنی یا آسیایی مانند نستله قرار دارد.

## مترو
متروی کبه در سال ۱۹۷۷ تأسیس شده و هم‌اکنون دارای ۲ خط و ۲۸ ایستگاه و همچنین قطار شهری کبه در سال ۱۹۶۸ تأسیس و هم‌اکنون دارای ۳ خط و ۱۰ ایستگاه می‌باشد.

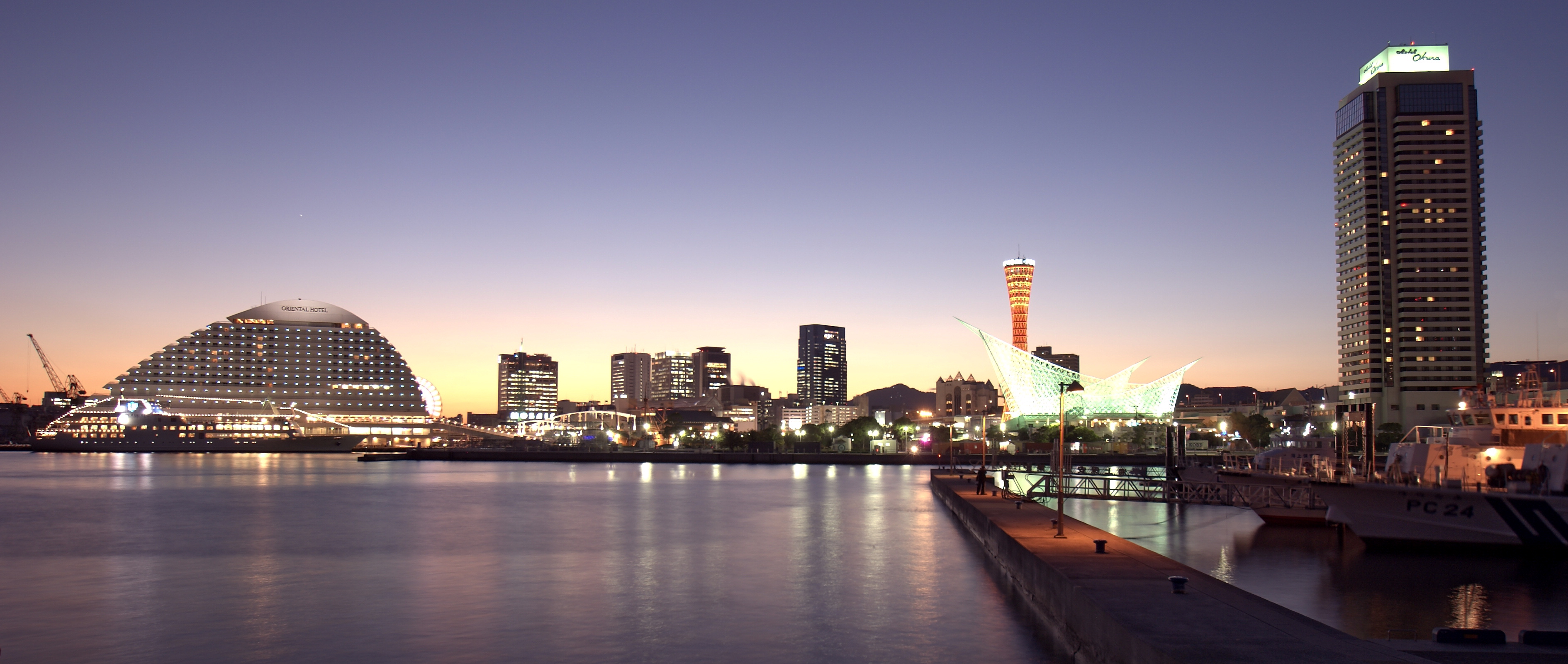

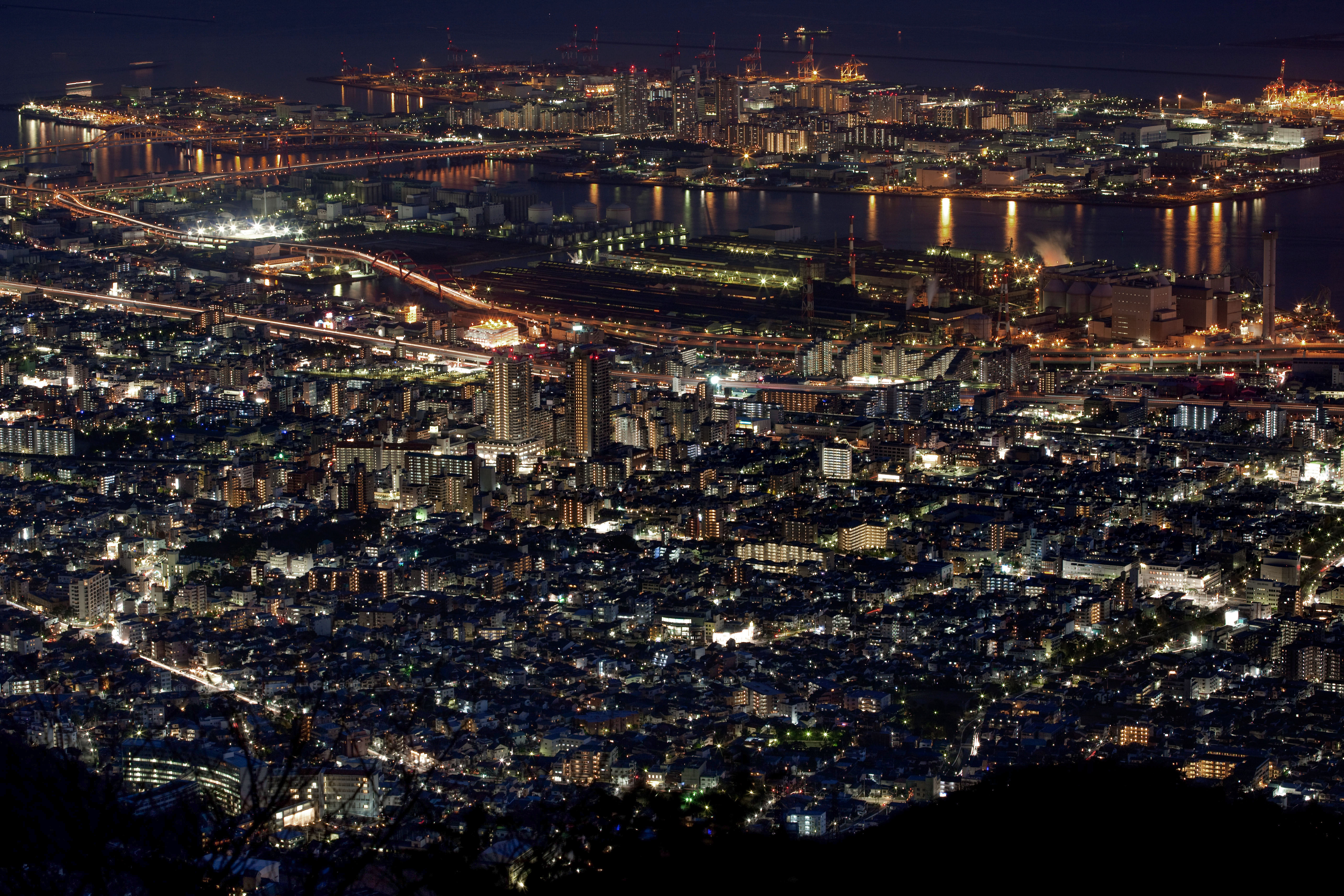

## شهرهای خواهر
- سیاتل
- مارسی
- ریو دوژانیرو
- ریگا
- بریزبن
- بارسلونا
- بم
- پیسکو
- حیفا